# Ишимово (Мишкинский район)
Ишимово (баш. Ишем, мар. Эшым) — деревня в Мишкинском районе Республики Башкортостан Российской Федерации. Входит в состав Баймурзинского сельсовета.

## География

### Географическое положение
Расстояние до:
- районного центра (Мишкино): 46 км,
- центра сельсовета (Баймурзино): 8 км,
- ближайшей ж/д станции (Загородная): 118 км.

## История
Основана по договору 1744 о припуске на вотчинных землях башкир Кыр-Унларской волости Сибирской дороги ясачными марийцами, перешедшими впоследствии в сословие тептярей. Исембет Исаев, Мамкей Исаков, Ишмурза Аматаев, Албек Мурсяков основали деревню Ишимово 28 января 1741 года за оброк по 50 копеек в год со двора.
На 1906 год деревня Ишимова при реч. Азяк, на просёлочной дороге входила в Чураевскую волость (Полный алфавитный список всех населенных мест Уфимской губернии / Изд. Уфим. губ. стат. ком. под ред. секр. Ком. А. П. Лобунченко. — Уфа, 1906).

## Население
| 2002 | 2009 | 2010 |
| ---- | ---- | ---- |
| 215  | ↘214 | ↘193 |

### Национальный состав
Согласно переписи 2002 года, преобладающая национальность — марийцы (100 %).

### Историческая численность населения
В 1865 в 56 дворах проживало 366 человек, в 1906—522; 1920—537; 1939—321; 1959—314; 1989—218; 2002—215.

## Известные уроженцы
- Ишкинин, Ишмай Иштубаевич (15 декабря 1914 — 2 августа 1964) — командир взвода 550-го стрелкового полка 126-й стрелковой дивизии 43-й армии 3-го Белорусский фронта, младший лейтенант, Герой Советского Союза (1945)[5][6].
- Кармазин, Гурий Гаврилович (15 марта 1882 — 11 мая 1938) — исследователь, просветитель, литературовед, соавтор марийского букваря.

## Инфраструктура
Личное подсобное хозяйство с зоной сельскохозяйственного использования, индивидуальная застройка усадебного типа.
Основа современной экономики — сельское хозяйство. Первые жители занимались земледелием, скотоводством, пчеловодством.
В 1906 зафиксированы министерская школа, кузница, 2 бакалейные лавки.

## Достопримечательности
Стела участникам Великой Отечественной войны. Действует
музей.

## Транспорт
Деревня доступна автотранспортом.